# Spitfire (Jefferson Starship)
Spitfire è il terzo album del nuovo corso del gruppo californiano Jefferson Starship (precedentemente avevano realizzato vari dischi col nome Jefferson Airplane).

## Il disco
Uscito nel 1976, il prodotto è di buona fattura e mostra buona qualità tecnica da parte dei musicisti . St. Charles e Song to the Sun Ozymandias sono tra i brani da citare di questo album. Il primo molto corale ed intenso, il secondo diviso in tre parti: la prima ha un andamento maestoso, la seconda è più aggressiva e la terza è trascinante e chiude il pezzo, il quale risulta composto, oltre che da Paul Kantner, anche dalla sua figlioletta China Wing.
Nel disco troviamo anche due rock and roll pieni di negritudine, Cruisin, cantato da Marty Balin e Hot Water cantato da Grace Slick. La Slick compone anche una ballata che si intitola Switchblade. Il chitarrista Craig Chaquico ha molto spazio in due pezzi prettamente rock: Dance with the Dragon e Big City. L'altro cantante del gruppo, Marty Balin, compone una ballata molto intimista condotta dal pianoforte.
Spitfire è un disco che contribuirà ad accrescere la fama dei Jefferson Starship, (ormai lontani dai dischi acidi e psichedelici realizzati negli anni sessanta) grazie ad una musica più orecchiabile e commerciale.

## Tracce
1. Cruisin' ( 5.31 )
2. Dance with the Dragon ( 5.03 )
3. Hot Water ( 3.18 )
4. St. Charles ( 6.43 )
5. Song to the Sun Ozymandias ( 7.18 )
6. With Your Love ( 3.39 )
7. Switchblade ( 4.01 )
8. Big City ( 3.24 )
9. Love Lovely Love ( 3.32 )

## Formazione
- Grace Slick - voce
- Marty Balin - voce
- Paul Kantner - chitarra
- Craig Chaquico - chitarra
- David Freiberg - basso
- John Barbata - batteria
- Pete Sears - tastiera